# وسیلیویچی
وسیلیویچی (به لاتین: Vasilievičy) یک منطقهٔ مسکونی در بلاروس است که در منطقه گومل واقع شده‌است.

## خصوصیات
وسیلیویچی ۴٬۴۰۰ نفر جمعیت دارد.